# منال (سمائل)
منال منطقة سكنية تقع في ولاية سمائل، التابعة لمحافظة الداخلية في سلطنة عمان. يقدر عدد سكانها بـ 512 نسمه حسب إحصاء عام 2010 التابع للمركز الوطني للإحصاء والمعلومات الحكومي.

## الوصلات الخارجية
- المركز الوطني للإحصاء والمعلومات، سلطنة عمان